# Symmetric Digital Subscriber Line
 (juillet 2025).
Si vous disposez d'ouvrages ou d'articles de référence ou si vous connaissez des sites web de qualité traitant du thème abordé ici, merci de compléter l'article en donnant les références utiles à sa vérifiabilité et en les liant à la section « Notes et références ».

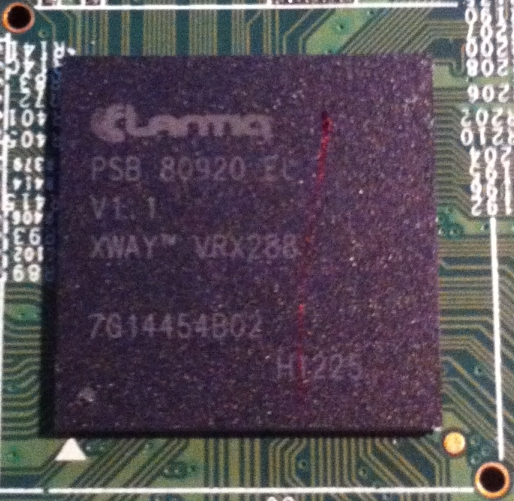
Chipset Lantiq XWAY VRX288 pour le déploiement des capacités VDSL/ADSL

Le Symmetric Digital Subscriber Line (SDSL, en français ligne d'abonné numérique à débit symétrique) est une technique d'accès datant de la fin des années 1990 qui permet de transporter des données à haut débit (jusqu'à 2 Mbit/s avec une portée maximale de 2,4 km) via un réseau. SDSL est une des techniques de la famille DSL,. Comme son nom l'indique la ligne SDSL a, contrairement aux lignes ADSL, des débits symétriques : son débit en réception (débit descendant ou download) est égal au débit en émission (débit montant ou upload).
Le SDSL utilise seulement une paire torsadée (deux conducteurs) alors que les précédents standards DSL en utilisaient deux voire trois. Le débit de la SDSL peut être accru en utilisant plusieurs paires torsadées. 
Cette utilisation de plusieurs paires de fils de cuivre est peu fréquente en Europe ; 4 paires de cuivre sont nécessaires pour atteindre un débit de 8 Mb/s au maximum. L'opérateur va tout simplement regrouper plusieurs paires de cuivre, ce n'est donc pas de l'agrégation de liens.
L'offre d'accès SDSL était destinée aux établissements professionnels : elle permet l'échange de données à haut débit entre plusieurs sites distants d'une même entreprise.
Contrairement à l'ADSL, le SDSL utilise également la bande spectrale utilisée communément pour le transport de la voix (de 300 à 3 400 Hz). Il n'est alors plus possible d'utiliser le service téléphonique classique, la ligne est donc dédiée. De ce fait, il n'est pas nécessaire d'utiliser de filtre, tout comme en dégroupage total ou en ADSL nu.